# Cantharis lateralis
Cantharis lateralis is een soort kever uit familie van de Soldaatjes (Cantharidae). Hij is endemisch in Europa. Volwassenen komen voor van half mei tot begin juli, bij uitzondering tot in augustus, in verschillende habitats. De soort werd in 1758 beschreven door Carl Linnaeus.

## Kenmerken
Cantharis lateralis heeft een lengte van 4,5 tot 7,5 mm. De kop is fijn doorboord, behaard, donker van de basis tot het midden van de ogen. Het pronotum is oranje, soms met kleine donkere vlekken. De antennes donker met verschillende bleke basale segmenten. De dekschilden zijn zwart met een gebogen en gele buitenrand, bedekt met grijsachtige haren waardoor ze een matte uitstraling hebben. De poten zijn meestal allemaal geel/oranje, behalve de zwarte achterste tibiae.

## Voorkomen
Het verspreidingsgebied strekt zich uit van Spanje naar het oosten via Klein-Azië tot Kazachstan en in Mongolië, vanuit Noord-Afrika; Marokko oostwaarts naar Iran, en noordwaarts naar Zuid-Scandinavië en het Verenigd Koninkrijk.